# Socialismo revolucionário
Socialismo revolucionário é um termo se refere a tendências socialistas que subscrevem a doutrina de que uma revolução social é necessária para criar mudanças estruturais na sociedade. Mais especificamente, é a visão de que a revolução é uma condição necessária para uma transição do capitalismo ao socialismo. A "revolução" não é necessariamente definida como uma insurreição violenta; ela é definida como a tomada do poder político por movimentos de massas da classe trabalhadora para que o Estado seja controlado diretamente pela classe operária em oposição à classe capitalista e aos seus interesses. Os socialistas revolucionários acreditam que tal estado de coisas é uma condição prévia para estabelecer o socialismo.